# ユヌス・マリ
ユヌス・マリ（Yunus Mallı, 1992年2月24日 - ）は、ドイツ・ヘッセン州カッセル出身のサッカー選手。トルコ系ドイツ人。ポジションはMF。
よりトルコ語の発音に近いユヌス・マッルといった表記もある。

## 経歴

### クラブ
ボルシア・メンヒェングラートバッハの下部組織出身。セカンドチームでのプレーを経て、2011年にマインツへ入団。2015-16シーズンには34試合に出場し11得点を記録した。
2017年1月5日、VfLヴォルフスブルクへ1250万ユーロで加入。
2020年1月17日、1.FCウニオン・ベルリンへのローン移籍が発表。
2021年1月31日、トラブゾンスポルへの移籍が発表。
2022年7月、カスムパシャSKに移籍した。

### 代表
ドイツの年代別代表に選ばれていた。しかし、トルコ代表からの誘いを受けて、トルコ代表を選択する事を決意。2015年11月14日、カタール戦にてトルコ代表デビュー。

## エピソード
- マインツでは武藤嘉紀と共にゴールを量産し、当時の監督であるマルティン・シュミットは二人をM&M'sコンビと称した[6][7]。